# Absolut makt (film)
Absolut makt (originaltitel: Absolute Power) är en politisk thrillerfilm från 1997 av och med Clint Eastwood. Filmen är baserad på boken med samma namn av David Baldacci. Den hade världspremiär 14 februari 1997 och Sverigepremiär den 30 maj samma år.

## Handling
Yrkestjuven Luther Whitney (Clint Eastwood) gör inbrott i miljardären Walter Sullivans (E.G. Marshall) hem. När Sullivans unga fru Christy (Melora Hardin) oväntat kommer hem tillsammans med USA:s president Alan Richmond (Gene Hackman) gömmer sig Luther bakom en spegel som man kan se ut genom men inte in genom och han ser dem ha våldsamt sex. När presidenten blir för våldsam attackerar Christy honom med en brevkniv. Presidenten skriker efter hjälp och två Secret Service-agenter stormar in i rummet och de skjuter ihjäl Christy. Sedan städar de brottsplatsen och de får det att se ut som om en inbrottstjuv dödade henne. Luther blir upptäckt, men inte förrän han tar brevkniven med Christys fingeravtryck och presidentens blod. Luther tvingas att fly, men när han ser presidenten på TV, sida vid sida med sin vän Walter Sullivan bestämmer han sig för att få bort presidenten från makten och få ett slut på korruptionen.

## Rollista
- Clint Eastwood - Luther Whitney
- Gene Hackman - USA:s president Alan Richmond
- Ed Harris - polisman Seth Frank
- Laura Linney - Kate Whitney
- Scott Glenn - agent Bill Burton
- Dennis Haysbert - agent Tim Collin
- Judy Davis - stabschef Gloria Russell
- E. G. Marshall - Walter Sullivan
- Melora Hardin - Christy Sullivan
- Kenneth Welsh - Sandy Lord
- Penny Johnson - Laura Simon
- Richard Jenkins - Michael McCarty

## Citat
I en ironisk referens till en annan av hans filmer svarar Whitney en polis som frågar honom om han följer fallet med:  "Yeah, I have. I love True Crime". Två år efter att filmen släpptes så gjorde Eastwood filmen True Crime.